# Ljubow Borissowna Beljakowa
Ljubow Borissowna Beljakowa (russisch Любовь Борисовна Белякова; * 10. Dezember 1967 in Kussa) ist eine ehemalige russische Biathletin.

## Werdegang
Beljakowa begann ihre Sportlerlaufbahn als Skilangläuferin, wechselte aber bereits im Jugendalter 1980 zum Biathlon. Sie studierte Sport am Staatlichen Institut für Körperkultur des Ural in Tscheljabinsk und schloss ihr Studium 1989 ab. 1993 gab sie ihr Debüt im Biathlon-Europacup und war im folgenden Jahr für eine Saison auf höchster internationaler Ebene aktiv. In der Saison 1993/94 bestritt sie in Bad Gastein ihr erstes Rennen im Biathlon-Weltcup und wurde zum Saisonauftakt 57. eines Einzels. Schon im folgenden Sprint gewann sie als 19. erstmals Weltcuppunkte. Nur wenig später erreichte sie mit Rang acht bei einem Sprint in Pokljuka erstmals eine Top-Ten-Platzierung. Noch besser lief es für Beljakowa im weiteren Saisonverlauf in Antholz, wo sie bei einem Einzel nur von Anne Briand geschlagen wurde. Höhepunkt der Saison und der Karriere wurden die Olympischen Winterspiele 1994 in Lillehammer. Die Russin kam im Sprint zum Einsatz, bei dem sie 42. wurde.
Beljakowa gewann drei nationale Juniorentitel 1983, 1984 und 1987. Sie lebt heute in Tscheljabinsk, wo sie seit 2000 eine Lehrtätigkeit beim juristischen Institut Tscheljabinsk des russischen Innenministeriums innehat.

## Biathlon-Weltcup-Platzierungen
Die Tabelle zeigt alle Platzierungen (je nach Austragungsjahr einschließlich Olympische Spiele und Weltmeisterschaften).
- 1.–3. Platz: Anzahl der Podiumsplatzierungen
- Top 10: Anzahl der Platzierungen unter den ersten zehn (einschließlich Podium)
- Punkteränge: Anzahl der Platzierungen innerhalb der Punkteränge (einschließlich Podium und Top 10)
- Starts: Anzahl gelaufener Rennen in der jeweiligen Disziplin
- Staffel: inklusive Mixed-Staffel

| Platzierung                                              | Einzel | Sprint | Verfolgung | Massenstart | Team | Staffel | Gesamt |
| -------------------------------------------------------- | ------ | ------ | ---------- | ----------- | ---- | ------- | ------ |
| 1. Platz                                                 |        |        |            |             |      |         |        |
| 2. Platz                                                 | 1      |        |            |             |      |         | 1      |
| 3. Platz                                                 |        |        |            |             |      |         |        |
| Top 10                                                   | 1      | 1      |            |             |      |         | 2      |
| Punkteränge                                              | 2      | 3      |            |             |      |         | 5      |
| Starts                                                   | 4      | 4      |            |             |      |         | 8      |
| Stand: Karriereende, Daten möglicherweise nicht komplett |        |        |            |             |      |         |        |